# بيدرو كوارتوتشي
بيدرو كوارتوتشي (بالإسبانية: Pedro Quartucci)‏ (30 يوليو 1905 – 20 أبريل 1983) هو ملاكم أرجنتيني راحل، مثّل بلاده في الألعاب الأولمبية الصيفية 1924.

## روابط خارجية
- بيدرو كوارتوتشي على موقع IMDb (الإنجليزية)
- بيدرو كوارتوتشي على موقع أول موفي (الإنجليزية)
- بيدرو كوارتوتشي على موقع كينوبويسك (الروسية)

بيدرو كوارتوتشي على موقع بوكس ريك (الإنجليزية) (registration required)
- بيدرو كوارتوتشي على موقع أوليمبيديا (الإنجليزية)